# Прапор перемоги (газета, Миргород)
«Прапор Перемоги» — миргородська районна україномовна розважальна газета. Виходить двічі на тиждень щосереди та щосуботи. Наклад: 2200 примірників.

## Історія
Газета вперше почала виходити 1918 року.

## Зміст
Виходить газета на 4 аркушах формату А3 двічі на тиждень. Основним наповненням газети є новини, місцева самоврядність, соціальні проблеми, економіка, сільське господарство, програма телепередач.